# Vila Lipová
Vila Lipová (též Vila pod Lipami) je samostatně stojící vila ve švýcarském stylu, vybudovaná v Luhačovicích koncem 19. století.

## Historie
Vila stojí na místě někdejšího Slanovodského mlýna, postaveného v roce 1669. Mlýn sloužil svému účelu až do roku 1880, již během té doby v něm ale bývali ubytovaní lázeňští hosté. V roce 1880 mlýn koupil od mlynářského roku Czadiů vlastních luhačovického panství hrabě Otto Serényi, jenž nechal v roce 1883 (1885) mlýn přestavět do dnešní podoby vily Lipová, která sloužila k ubytování lázeňských hostů.
Mezi lety 1902 a 1909 ve vile bydlel tehdejší ředitel lázní František Veselý s manželkou Marií Calmou. Ten vedl bohatý společenský život, navštěvovali jej zde například architekt Dušan Jurkovič, hudební skladatel Leoš Janáček nebo spisovatelé bratři Mrštíkové. Jurkovič byl Františkem Veselým pověřen přestavět hned několik lázeňských budov, samotná vila Lipová jako soukromá rezidence ředitele ale Jurkovičem upravena nebyla. Až v roce 1909, po rezignaci Františka Veselého na post ředitele lázní, se z vily znovu stal lázeňský dům. K ubytování lázeňských hostů pak vila sloužila až do roku 1943, kdy byla proměněna na národopisné muzeum luhačovického Zálesí.
Muzeum ukončilo ve vile činnost v roce 2005, ale již v roce 2001 byla vila prohlášena kulturní památkou. Po roce 2005 zůstávala bez využití a chátrala. Lázně Luhačovice přistoupily k rekonstrukci vily v roce 2009 a otevřely ji opět jako ubytovací zařízení pro klienty lázní.

## Architektura
Projekt vily vytvořil stavební mistr Václav Pirchan. Využil starší zděné přízemí bývalého mlýna a vilu navýšil o dřevěné patro. Stavba stojí na půdorysu podlouhlého obdélníku a je kryta sedlovou střechou. Fasáda směrem do parku a obě boční fasády jsou rozčleněny lizénovými rámy a zdobeny nárožní rustikou. Okna v přízemí jsou rozměrově menší, okna v patře větší a ozdobená štukovým reliéfem pod parapetem. Ve střední části patra je dřevěná lodžie. Hlavní vstup je začleněn do západní fasády a je přístupný přes pavlač s kuželkovým zábradlím, propojenou s ulicí dřevěnou lávkou.
Jednoduchá architektura ve švýcarském či alpském stylu vlastně představuje dobovou německou architekturu konce 19. století. Tento styl byl před Jurkovičovým architektonicko-urbanistickým zásahem typický pro celé lázeňské centrum Luhačovic. Dnes tvoří vila Lipová zajímavý protipól Jurkovičovy pseudolidové pestrobarevné tvorby.